# Mititei

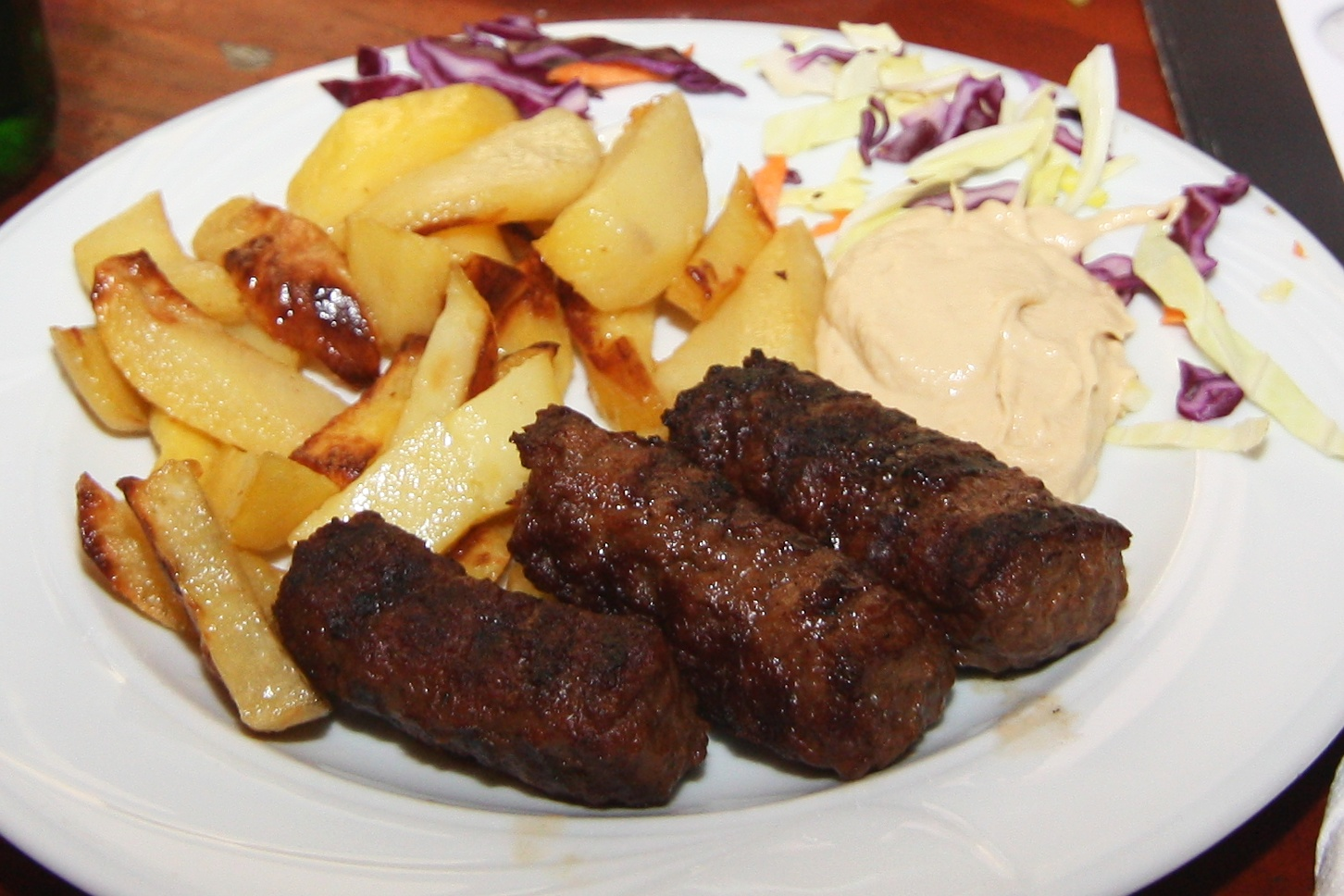
Mititei met friet

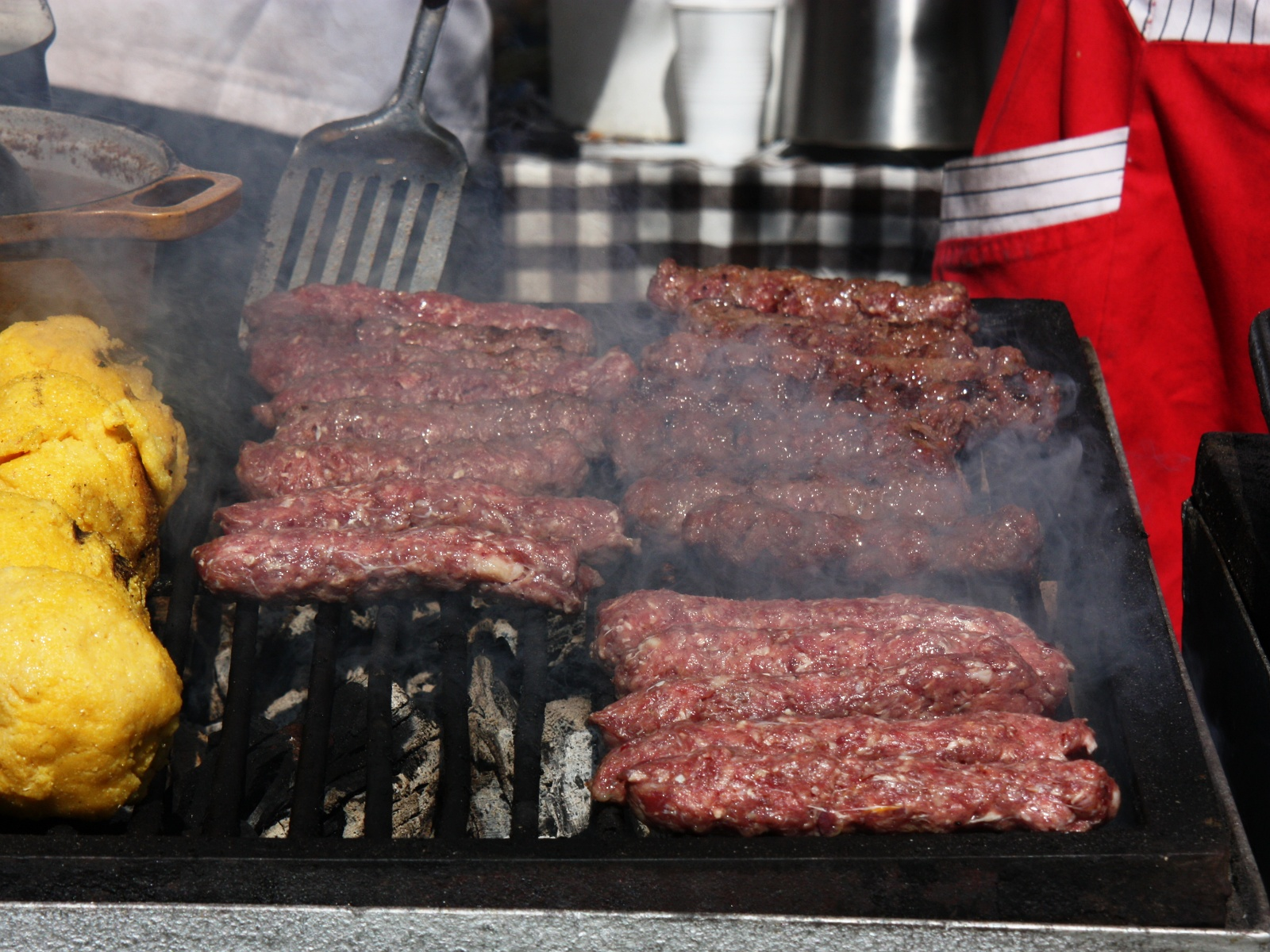
Mititei op de grill

Mititei of mici is een traditioneel Roemeens gerecht. Het zijn geroosterde gehaktballetjes, gewoonlijk de vorm van rolletjes, die bestaan uit rundvlees (soms vermengd met schapen- of varkensvlees), knoflook, zwarte peper, en soms ook hete pepers. De rolletjes worden meestal gegeten met mosterd.
Mititei is verwant aan ćevapčići, een variant van kebab dat onder verschillende namen over de gehele Balkan bekend is.
Volgens de overlevering werd mititei uitgevonden op een avond in de herberg La Iordachi in Boekarest, bekend om zijn worsten, toen bijna alles op was.